# Szabolcsveresmart
Szabolcsveresmart is een plaats (község) en gemeente in het Hongaarse comitaat Szabolcs-Szatmár-Bereg. Szabolcsveresmart telt 1765 inwoners (2001).